# ۲ام‌ای‌اس‌اس جی۲۱۲۶-۸۱۴۰
۲ام‌اِی‌اس‌اس جی۲۱۲۶-۸۱۴۰ (به انگلیسی: 2MASS J2126-8140)، که همچنین به عنوان (2MASS J21265040-۸۱۴۰۲۹۳) هم شناخته شده یک سیاره فراخورشیدی است که به دور ستارهٔ کوتوله سرخ تی وای سی ۹۴۸۶–۹۲۷-۱، می‌چرخد و از سامانه خورشیدی ۴٫۲۵ ± ۲۴٫۷۵ پارسک به دور است. این ستارهٔ کوتولهٔ سرخ دارای هر دو رکورد طولانی‌ترین (حدود ۱ میلیون سال) و وسیع‌ترین (بیشتر از ۴۵۰۰ واحد نجومی) مدار برای یک جرم سیاره‌ای در پیرامون سامانهٔ خود شناخته شده که پهناورترین سامانه ستاره‌ای کشف شده تاکنون است که از نظر پهناوری تقریباً سه برابر بزرگترین منظومهٔ کشف شده است. این پهناوری ۱۴۰ برابر وسعت مدار سیارهٔ پلوتو بر گرد خورشید است
برآورد جرم، سن، و نوع طیفی این سیاره، شبیه به سیارهٔ به خوبی مطالعه شدهٔ بتا پیکتوریوس بی است.
این سیارهٔ غول پیکر دوازده تا پانزده برابر مشتری جرم دارد و پژوهشگران بر این باورند که به وجود آمدنش نمی‌تواند از راه تشکیل قرص‌های پیش سیاره‌ای باشد.